# 但澤研究院
但澤研究院（德語：Naturforschende Gesellschaft in Danzig）是一所在1743年成立於波蘭立陶宛聯邦但澤的研究機構，在1936年被廢除，是中歐和東歐歷史最悠久的研究機構之一。但澤研究院的大樓在二戰期間被毀，戰後重建並改為考古博物館 。